# Banca Națională a României
A Román Nemzeti Bank (Banca Națională a României, BNR) Románia központi bankja, amelyet 1880. áprilisban alapítottak. Székhelye Bukarestben található.
A bank felelős a román lej kibocsátásáért, a monetáris politika kialakításáért, a devizatartalék képzéséért, valamint a devizaárfolyamokért.
A bank elnöke 1990–1999 között és 2000 óta Mugur Isărescu.

## Története
A bank első elnöke Ion Câmpineanu volt. Eugeniu Carada neve is a Nemzeti Bankhoz kapcsolódik, mivel a bank alapítója és igazgatója volt, de a bank elnöki tisztséget nem fogadta el.
1916-ban a központi hatalmak várható támadása előtt a bank értékeit Moszkvába küldték megőrzésre, de ezek többsége soha nem került vissza az országba.
1947-ben államosították, 1948-tól a neve Banca Republicii Populare Române (A Román Népköztársaság Bankja), majd 1965-től Banca Națională a Republicii Socialiste România (Románia Szocialista Köztársaság Bankja) lett.
1959. július 28-án egy hat romániai zsidóból álló felfegyverzett csoport, a Román Kommunista Párt tagjai (Alexandru Ioanid, Paul Ioanid, Igor Sevianu, Monica Sevianu, Sașa Mușat és Haralambie Obedeanu) állítólag 1 600 000 lejt, akkori árakon mintegy 250 000 USA dollárt rabolt el a bankból. A tárgyaláson a különböző ideológiákon alapuló vádak mellett semmilyen indítékot nem mutattak be a rablásra, sem arra vonatkozó bizonyítékot, hogy a csoport követte volna el. Noha a vádlottakat azzal gyanúsították, hogy a pénzt cionista szervezeteken keresztül Izraelnek akarták juttatni, ez nem valószínű, mivel az összeg román lejben volt, amit akkoriban sehol nem lehetett kemény valutára váltani. Ezért sokan úgy vélik, hogy a rablás nem is történt meg.[forrás?]

## Székhelye

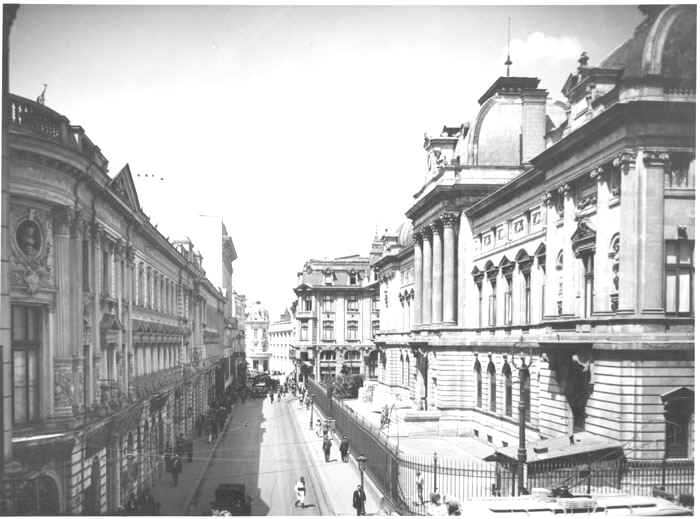
A bank székháza az 1920-as években

A bank régi székháza, amely a Lipscani utcára néz, egyik legimpozánsabb banki épület Romániában, és műemléki védettséget élvez. Az épület egy régi fogadó helyén található, amelyet Șerban Cantacuzino építtetett. 1882. február 26-án Cassien Bernard és Albert Galleron építészeket bízták meg a bankpalota tervezésével. A 19. század végi eklekticizmus stílusát mutató épület, neoklasszicista elemekkel, 1884. július 12. és 1890. június között épült Nicolae Cerchez vezetésével.
A banknak a Doamnei utcára néző szárnyának alapkövét 1937-ben helyezték el, maga az építkezés 1942 és 1944 között történt Ion Davidescu vezetésével. Ez az épületrész neoklasszicista stílusú, de érződik rajta a két világháború közötti racionalizmus hatása is.

## Feladatai
A bank feladatai:
- a monetáris- és devizapolitika kialakítása és megvalósítása;
- a hitelintézetek enegdélyezése, szabályozása és felügyelete, valamint a fizetési forgalom felügyelete a pénzügyi stabilitás érdekében;
- bankjegyek és érmék kibocsátása Románia területén;
- a devizaárfolyamok rendszerének kialakítása és felügyelete;
- Románia tartalékaival való gazdálkodás.

## Fordítás
- Ez a szócikk részben vagy egészben  a   National Bank of Romania című angol Wikipédia-szócikk fordításán alapul.  Az eredeti cikk szerkesztőit annak laptörténete sorolja fel. Ez a jelzés csupán a megfogalmazás eredetét és a szerzői jogokat jelzi, nem szolgál a cikkben szereplő információk forrásmegjelöléseként.